# تلمبه لایق‌مند
تلمبه لایق‌مند یک منطقهٔ مسکونی در ایران است که در دهستان رستاق (نی‌ریز) واقع شده‌است. تلمبه لایق‌مند ۳۵ نفر جمعیت دارد.